# 川越市立上戸小学校
川越市立上戸小学校（かわごえしりつ うわどしょうがっこう）は、埼玉県川越市上戸にある公立小学校。

## 沿革
- 1976年4月1日 - 川越市立名細小学校を分離して川越市立上戸小学校として開校
- 1977年10月5日 - 開校記念日を11月15日に設定
- 1995年11月11日 - 開校20周年記念式典
- 2005年11月17日 - 開校30周年記念式典[1]

## 教育目標
「たくましく心豊かな上戸っ子の育成」
- ねばり強く高め合う子
- わかるまで考え学び合う子
- 認め合い助け合う子[2]

## 通学区域
- 的場 - 一部
- 上戸 - 全域
- 鯨井 - 一部
- 平塚 - 全域
- 平塚新田 - 全域
- 吉田 - 一部
- 上戸新町 - 全域[3]